# Barbara Gibertini
Barbara Gibertini (Parma, 29 settembre 1979) è un'ex cestista italiana, centro di 188 cm che ha giocato con il Basket Team Crema in serie A2.

## Carriera
Ha giocato in Serie A1 vestendo la maglia del Basket Parma dal 2004 sino al 2007. Dall'estate 2007 in poi, ha sempre militato in Serie A2 (pallacanestro femminile). La sua carriera cestistica inizia con il Basket Parma nella 1999. Nella stagione 2002-03 gioca in Sardegna con la Mercede Basket Alghero; quindi si trasferisce in Lombardia dove gioca con la Pallacanestro Broni 93 nel 2003-04. A quel punto ritorna nella sua città di nascita, Parma, per disputare tre campionati di fila nella massima serie (dal 2004 al 2007). Nell'estate del 2007 viene acquistata dalle toscane della Women Basketball Livorno dove resta per una stagione; quella seguente, 2008-09, la gioca in Sicilia con la maglia del Basket Alcamo. Nel 2009 ritorna ad indossare la maglia di una squadra sarda, quella del CUS Cagliari Pallacanestro. Dopo due stagioni consecutive al CUS Cagliari, nel giugno del 2011 ritorna al Basket Parma. Dal 2012 gioca nella squadra lombarda del Basket Team Crema.
Ha disputato con la Nazionale italiana il Campionato europeo cadette nel 1995 arrivando al secondo posto dietro la Russia.

## Statistiche
Dati aggiornati al 30 giugno 2009.
| Stagione        | Squadra                | Competizione | Partite | Partite | Partite | Statistiche tiro | Statistiche tiro | Statistiche tiro | Altre statistiche | Altre statistiche | Altre statistiche | Altre statistiche | Altre statistiche |
| Stagione        | Squadra                | Competizione | Pres.   | Titol.  | Minuti  | Tiri da 2        | Tiri da 3        | Liberi           | Rimb.             | Assist            | Rubate            | Stopp.            | Punti             |
| --------------- | ---------------------- | ------------ | ------- | ------- | ------- | ---------------- | ---------------- | ---------------- | ----------------- | ----------------- | ----------------- | ----------------- | ----------------- |
| 1999-2000       | Cerve Parma            | Serie A2     | 18      |         | 163     | 11/41            | 0/1              | 0/6              | 28                | 4                 | 7                 |                   | 22                |
| 2003-2004       | Pallacanestro Broni 93 | Serie A2     |         |         |         |                  |                  |                  |                   |                   |                   |                   |                   |
| 2004-2005       | Meverin Parma          | Serie A1     | 26      | 0       | 277     | 23/47            | 0                | 13/19            | 51                | 1                 | 16                | 0                 | 59                |
| 2005-2006       | Stem Marine Parma      | Serie A1     | 27      | 2       | 271     | 16/38            | 0/1              | 4/6              | 34                | 1                 | 12                | 0                 | 36                |
| 2006-2007       | Lavezzini Parma        | Serie A1     | 22      | 6       | 333     | 35/83            | 1/2              | 15/30            | 58                | 3                 | 8                 | 0                 | 88                |
| 2007-2008       | V. Solidago Livorno    | Serie A2     | 28      | 19      | 739     | 89/218           | 0/1              | 28/50            | 230               | 14                | 32                | 1                 | 206               |
| 2008-2009       | Gea Magazzini Alcamo   | Serie A2     | 28      | 17      | 742     | 78/169           | 0/3              | 24/38            | 127               | 5                 | 33                | 3                 | 180               |
| Totale carriera |                        |              |         |         |         |                  |                  |                  |                   |                   |                   |                   |                   |

## Palmarès
- Coppa Ronchetti: 1
Basket Parma: 1999-2000.